# Jan Siemerink
Johannes Martinus "Jan" Siemerink (n. 14 de abril de 1970 en Rijnsburg, Países Bajos) es un exjugador de tenis profesional neerlandés.
Se convirtió en profesional en 1989 y a lo largo de su carrera logró 4 títulos de sencillos y 10 de dobles (incluidos dos Masters Series). Su mejor performance en un Grand Slam fueron los cuartos de final de Wimbledon en 1998 donde perdió ante Goran Ivanišević.
En Copa Davis su récord fue de 17-10 (13-8 en sigles y 4-2 en dobles), alcanzando las semifinales del Grupo Mundial en 2001. Sus mejores posiciones en el ranking fueron de Nº14 en sencillos y Nº16 en dobles obteniendo más de US$4.300.000 en premios en su carrera. Se retiró en 2002.
Luego de su retiro ofició como comentarista de tenis en la televisión neerlandesa y desde fines del 2006 es el capitán del equipo neerlandés de Copa Davis.

## Títulos (15; 4+11)

### Individuales (4)
| Leyenda                |
| Grand Slam (0)         |
| Tennis Masters Cup (0) |
| ATP Masters Series (0) |
| ATP Tour (4)           |

| N.º | Fecha                | Torneo     | Superficie | Oponente en la final | Resultado |
| --- | -------------------- | ---------- | ---------- | -------------------- | --------- |
| 1.  | 28 de abril de 1991  | Singapur   | Dura       | Gilad Bloom          | 6-4 6-3   |
| 2.  | 23 de junio de 1996  | Nottingham | Césped     | Sandon Stolle        | 6-3 7-6   |
| 3.  | 8 de marzo de 1998   | Róterdam   | Moqueta    | Thomas Johansson     | 7-62 6-2  |
| 4.  | 4 de octubre de 1998 | Toulouse   | Dura       | Greg Rusedski        | 6-4 6-4   |

### Finalista en individuales (8)
- 1991: Viena (pierde ante Michael Stich)
- 1993: Marsella (pierde ante Marc Rosset)
- 1995: Amersfoort (pierde ante Marcelo Ríos)
- 1995: Long Island (pierde ante Yevgeny Kafelnikov)
- 1995: Basilea (pierde ante Jim Courier)
- 1996: New Haven (pierde ante Alex O'Brien)
- 1996: Viena (pierde ante Boris Becker)
- 1997: Estocolmo (pierde ante Jonas Björkman)

### Dobles (11)
| Leyenda                |
| Grand Slam (0)         |
| Tennis Masters Cup (0) |
| ATP Masters Series (0) |
| ATP Tour (11)          |

| N.º | Fecha | Torneo           | Superficie    | Pareja           | Oponentes en la final               | Resultado   |
| --- | ----- | ---------------- | ------------- | ---------------- | ----------------------------------- | ----------- |
| 1.  | 1991  | Hilversum        | Tierra batida | Richard Krajicek | Francisco Clavet Magnus Gustafsson  | 7-5 6-4     |
| 2.  | 1993  | Key Biscayne TMS | Dura          | Richard Krajicek | Patrick McEnroe Jonathan Stark      | 6-7 6-4 7-6 |
| 3.  | 1994  | Marsella         | Carpeta       | Daniel Vacek     | Martin Damm Yevgeny Kafelnikov      | 6-7 6-4 6-1 |
| 4.  | 1994  | Hilversum        | Tierra batida | Daniel Orsanic   | David Adams Andrei Olhovskiy        | 6-4 6-2     |
| 5.  | 1995  | Rosmalen         | Césped        | Richard Krajicek | Hendrik Jan Davids Andrei Olhovskiy | 7-5 6-3     |
| 6.  | 1995  | Viena            | Carpeta       | Ellis Ferreira   | Todd Woodbridge Mark Woodforde      | 6-4 7-5     |
| 7.  | 1996  | Sídney           | Dura          | Ellis Ferreira   | Patrick McEnroe Sandon Stolle       | 5-7 6-4 6-1 |
| 8.  | 1996  | Montecarlo TMS   | Tierra batida | Ellis Ferreira   | Jonas Björkman Nicklas Kulti        | 2-6 6-3 6-2 |
| 9.  | 1998  | 's-Hertogenbosch | Césped        | Guillaume Raoux  | Joshua Eagle Andrew Florent         | 7-65 6-2    |
| 10. | 1999  | 's-Hertogenbosch | Césped        | Leander Paes     | Ellis Ferreira David Rikl           | w/o         |
| 11. | 2000  | Orlando          | Tierra batida | Leander Paes     | Justin Gimelstob Sébastien Lareau   | 6-3 6-4     |